# 殺人者はへまをする
『殺人者はへまをする 』（さつじんしゃはへまをする、Murderers Make Mistakes）は、1947年に発表された英国の推理作家フリーマン・ウィルス・クロフツ作の推理小説短編集である。全体は二部構成で、第一部「二重の物語」には「倒叙」形式の12短編が収録されている。

## 内容
フレンチ警視を主人公にした23の短編集。第一部「二重の物語」では、前半で犯人の側からの完全犯罪を描き、後半でフレンチの推理を描く。第二部「単独の物語」では、フレンチの口から、犯罪とその解決が語られる。

## 主人公
- ジョーゼフ・フレンチ警視 - イギリス・スコットランド・ヤード犯罪捜査部の刑事。

## 収録作品
- 【二重の物語】(Double Stories)
  1. 古い銃 (The Case of the Old Gun)
  2. 絶壁の道 (The Case of the Cliff Path)
  3. かかった電話 (The Case of the Telephone Call)
  4. 下のアパート (The Case of the Lower Flat)
  5. 軍用トラック (The Case of the Army Truck)
  6. 病弱な大佐 (The Case of the Invalid Colonel)
  7. 隠された軽機関銃 (The Case of the Hidden Sten Gun)
  8. 狩猟舞踏会 (The Case of the Hunt Ball)
  9. 貪欲な金貸し (The Case of the Avaricious Moneylender)
  10. 夜の訪問者 (The Case of the Evening Visitor)
  11. 熱心な兎飼い (The Case of the Enthusiastic Rabbit-Breeder)
  12. 酒屋の隠居 (The Case of the Retired Wine Merchant)

- 【単独の物語】(Single Stories)
  1. 国防市民軍の塹壕 (The Case of the Home Guard Trench)
  2. 劇作家の原稿 (The Case of the Playwright's Manuscript)
  3. 石灰岩採石場 (The Case of the Limestone Quarry)
  4. Lの形の部屋 (The Case of the L-Shaped Room)
  5. 盗まれた手榴弾 (The Case of the Stolen Hand Grenade)
  6. 交替信号手 (The Case of the Relief Signalman)
  7. 燃える納屋 (The Case of the Burning Barn)
  8. 弁護士の休日 (The Case of the Solicitors' Holiday)
  9. 旋回した帆桁 (The Case of the Swinging Boom)
  10. 炉辺の登山家 (The Case of the Fireside Mountainer)
  11. 待っていた自動車 (The Case of the Waiting Car)

## 翻訳
- 「殺人者はへまをする」創元推理文庫106-17（1960年初版）ISBN　4-488-10617-X